# Peter Drenske
Peter Drenske (* 11. August 1960 in Finsterwalde, Bezirk Cottbus, DDR) ist ein rechtsextremer deutscher Politiker der Alternative für Deutschland (AfD).

## Leben
Drenske machte nach der Polytechnischen Oberschule eine Berufsausbildung zum Fleischer. Nach dem Wehrdienst 1979 bis 1982 beim Wachregiment „Feliks Dzierzynski“ des Ministeriums für Staatssicherheit (MfS) absolvierte er von 1982 bis 1985 ein Studium zum Ingenieur für Fleischwirtschaft.
Drenske ist verheiratet, hat drei Kinder und wohnt in Lichterfeld-Schacksdorf.

## Politik
Drenske war von 1985 bis 1988 Mitglied der SED. 2014 trat er in die AfD ein und seit 2015 Mitglied im AfD-Kreisvorstand Elbe-Elster, seit 2018 ist er stellvertretender Kreisvorsitzer.
 
Er kandidierte erfolglos bei der Bundestagswahl 2017 für ein Mandat. 2018 stellte ihn der AfD-Kreisverband als Kandidaten für den Landratswahl für den Landkreis Elbe-Elster auf, wo er von drei Kandidaten die wenigsten Stimmen erhielt. Seit 2019 ist er Mitglied des Kreistages Elbe-Elster. Drenske zog bei der Landtagswahl in Brandenburg 2019 über das Direktmandat im Landtagswahlkreis Elbe-Elster I in den Landtag Brandenburg ein. Bei der Landtagswahl 2024 zog er erneut über das Direktmandat im Wahlkreis Elbe-Elster I in den Landtag ein. Hier ist er Mitglied in den Ausschüssen für Wirtschaft, Arbeit und Energie, für Landwirtschaft, Umwelt und Klimaschutz und für Infrastruktur und Landesplanung.